# ディスクディテクティブ
ディスクディテクティブ（Disk Detective）は、アメリカ航空宇宙局（NASA）によって運営されている、ズーニバース（Zooniverse）との共同プロジェクトである。このプロジェクトは惑星の誕生現場である原始惑星系円盤に囲まれている恒星を一般市民の協力で探し当てることを目的としたNASA最大のクラウドソーシングによる市民科学プロジェクトとなった。

## 詳細
ディスクディテクティブは2014年1月に公開され、2017年まで継続される予定である。誰でも参加でき、NASAが運営している広域赤外線探査衛星（WISE）や2MASS、デジタイズド・スカイ・サーベイ（DSS）、そしてスローン・デジタル・スカイサーベイ（SDSS）で観測された画像を調べることができる。
ディスクディテクティブで使用されている画像は非常に明るい天体が写っているものから選出されており、使用された波長は中赤外線、近赤外線、可視光線である。全天の中で原始惑星系円盤のみが赤外線で明るいわけではなく、活動銀河、銀河、小惑星、恒星間ガス星雲といった天体も多量の赤外線を放出している。コンピュータのアルゴリズムではこのような天体と原始惑星系円盤を識別することはできないため、選ばれた天体が本当に円盤に囲まれた恒星なのか適切に判断するために人間によって確認するしかない。

## 分類
ディスクディテクティブのウェブサイト上には、フリップブック（パラパラマンガ）と呼ばれる、画像が移り変わるアニメーションのかかったインターフェースが設けられた。フリップブックを用いて、参加者は個々の候補を以下の要素で分類する。
1. DSS2と2MASS画像の中で丸いか丸くないか
2. 天体がワイズ画像の円からはみ出てないか
3. 複数の天体が混入してないか
4. 十字線から動いたか

最良の候補は良い候補として分類される。
選出された円盤候補は最終的にハッブル宇宙望遠鏡やその後継機であるジェイムズ・ウェッブ宇宙望遠鏡によって観測される予定となっている。このような天体は、将来的に科学論文で発表されるトピックにもなりうる。

## 探している天体
NASAの研究者達が探し求めている天体は二つのカテゴリーに分かれる。一つは残骸円盤と呼ばれる誕生してから500万年以上経過している天体であり、もう一つは誕生してから500万年未満の若い星状天体（YSO）である。